# Primeiro entre iguais
Na situação em que o primeiro-ministro é um primeiro entre iguais - expressão usada por Giovanni Sartori, que partiu da ideia de primus inter pares - o gabinete é resultante de uma coalizão de partidos, onde não se supõe uma hierarquia entre eles.
Também não existe hierarquia dentro do gabinete. Nesse âmbito, se há um voto de desconfiança, todos caem, não tendo o primeiro-ministro o poder de demitir os demais ministros. Essa espécie de parlamentarismo decorre da pluralidade de partidos onde, com frequência, nenhum deles é capaz de sozinho formar governo com uma maioria confortável. A formação do gabinete nesse contexto multipartidário começa, em geral, com o chefe de Estado designando um líder político como primeiro-ministro. Este começa a articular o ministério e a preparar o programa de governo. Os gabinetes de coalizão normalmente são submetidos ao parlamento, pois os nomes do gabinete deveram ser do gosto de uma maioria parlamentar. As negociações ocorrem quando um conjunto de partidos interessados em constituir um gabinete esboça uma coalizão e, se ainda faltam votos para aprová-la, podem optar por compô-la com mais partidos. Porém, pode ocorrer o caso em que o partido do primeiro-ministro escolhido decide formar o gabinete sozinho e tentar governar apenas com o apoio do seu partido e na base de apoios de coligações ad hoc. Em alguns sistemas parlamentaristas e multipartidários, podem surgir gabinetes de coalizões minoritárias (situação comum nos países escandinavos). Na Dinamarca, aliás, os gabinetes majoritários constituem exceção. Podem formar-se também grandes coalizões, que se dão com frequência durante a guerra e em outras emergências nacionais. Essa situação parlamentar é potencialmente instável, mas nada excecional, pois tem sido bastante usada em diversos países da Europa.
Nota: Tradução Portuguesa do título do livro "First among equals" de Jeffery Archer